# Bremblens
Bremblens je obec na jihozápadě Švýcarska, v okrese Morges v kantonu Vaud. Žije zde 548 obyvatel.

## Geografie
Bremblens leží v nadmořské výšce 464 m, vzdušnou čarou 4 km severovýchodně od okresního města Morges. Zemědělská obec se nachází na okraji náhorní plošiny západně od údolí řeky Venoge, ve Vaudské náhorní plošině, v panoramatické poloze asi 100 metrů nad hladinou Ženevského jezera.
Území obce o rozloze 2,9 km² pokrývá část Vaudské náhorní plošiny. Území obce se táhne od koryta potoka Arena směrem na východ přes náhorní plošinu Bremblens, kde je nejvyšší bod ve výšce 482 m n. m., až k toku řeky Venoge. V roce 1997 bylo 12 % území obce pokryto zastavěnou plochou, 20 % lesy a lesními porosty, 67 % zemědělskou půdou a o něco méně než 1 % neproduktivní půdou.
K obci patří také četné samostatné zemědělské usedlosti. Sousedními obcemi jsou Bussigny, Echandens, Lonay, Echichens, Romanel-sur-Morges a Aclens.

## Historie
První písemná zmínka o obci pochází z roku 1177 pod názvem Berblens a současný název Bremblens se objevuje již v roce 1211. Název místa je pravděpodobně odvozen od burgundského osobního jména Beribald. Ve středověku vlastnilo opatství Lac de Joux (L’Abbaye) v Bremblens značné množství pozemků. V roce 1246 vesnici koupil biskup z Lausanne a později se stala součástí panství Aclens, které v roce 1675 koupilo město Morges. Po dobytí Vaudu Bernem v roce 1536 přešla obec pod správu panství Morges. Po pádu Staré konfederace patřila obec v letech 1798–1803 v období helvétského soustátí ke kantonu Léman, který byl poté po vstupu v platnost Ústavy o zprostředkování sloučen s kantonem Vaud. V roce 1798 byla obec přiřazena k okresu Morges.

## Obyvatelstvo
| Rok            | 1850 | 1900 | 1910 | 1930 | 1950 | 1960 | 1970 | 1980 | 1990 | 2000 |
| Počet obyvatel | 187  | 188  | 189  | 183  | 183  | 166  | 170  | 253  | 358  | 360  |

Z celkového počtu obyvatel je 86,7 % francouzsky mluvících, 5,6 % německy mluvících a 1,9 % anglicky mluvících (údaj z roku 2000). V roce 1850 žilo v Bremblens celkem 187 obyvatel a v roce 1900 188 obyvatel. Od roku 1960 (166 obyvatel) počet obyvatel rychle roste a během 30 let se zdvojnásobil.

## Hospodářství
Až do poloviny 20. století byla obec Bremblens převážně zemědělskou obcí. Zemědělství a vinařství (zejména na jihozápadních svazích náhorní plošiny Bremblens) mají i dnes velký význam. Další pracovní příležitosti jsou k dispozici v místních malých podnicích a ve službách. V posledních desetiletích se obec vyvinula v rezidenční obec. Mnoho pracujících proto dojíždí za prací především do Morges a Lausanne.

## Doprava
Obec má dobré dopravní spojení. Nachází se poblíž hlavní silnice z Morges do Cossonay. Bremblens je napojeno na síť veřejné dopravy prostřednictvím autobusové linky z Morges do Cossonay.